# Zamarada ansorgei
Zamarada ansorgei là một loài bướm đêm trong họ Geometridae.